# Lernanthropus brevicornutus
Lernanthropus brevicornutus is een eenoogkreeftjessoort uit de familie van de Lernanthropidae. De wetenschappelijke naam van de soort is voor het eerst geldig gepubliceerd in 1979 door Kabata.